# After the Sunset
After The Sunset  (El gran golpe en España o Al caer la noche en Hispanoamérica) es una película de Estados Unidos, dirigida por Brett Ratner en 2005, y protagonizada por Salma Hayek, Chris Penn, Woody Harrelson, Pierce Brosnan, Don Cheadle y Naomie Harris.

## Sinopsis
Max Burdett y su cómplice Lola dieron el golpe de su vida al robar el segundo de los tres diamantes de Napoleón y tras ello decidieron retirarse a las Bahamas y dejar atrás su pasado delictivo. Sin embargo, Stan, un agente del FBI que lleva años persiguiendo a Max, no se fía de su retirada. Es más, cree que está planeando robar el tercer diamante de Napoleón, valorado en más de 70 millones de dólares, puesto que dicho diamante se expondrá en Paradise Island coincidiendo con la llegada allí de la pareja de ladrones. Pero cuando los dos adversarios se encuentran, el ladrón le dará la vuelta a la situación y se hará amigo del detective enseñándole los placeres de la isla alejando de él casi toda sospecha, al menos hasta que desaparece el famoso diamante.